# Kim Chae-won (cantante)
Kim Chae-won (en hangul, 김채원;; Seúl, Corea del Sur, 1 de agosto de 2000), conocida por el monónimo Chaewon, es una cantante surcoreana. Participó en el programa de supervivencia Produce 48 y formó parte de Iz*One, el grupo de chicas creado a partir de este. Actualmente es líder de Le Sserafim, bajo la compañía Source Music.

## Primeros años y educación
Kim Chae-won nació el 1 de agosto de 2000 en Gangnam, Seúl, Corea del Sur. Su familia consiste en sus padres y una hermana mayor. Su madre es la actriz de teatro Lee Ran-hee. Asistió a las escuelas Seoul Poi Elementary School, Guryong Middle School y a la secundaria Gaepo High School. Posteriormente se transfirió a Hanlim Multi Art School y se graduó en 2019.  En 2012 se presentó en el concurso de canciones para niños de KBS.

## Carrera

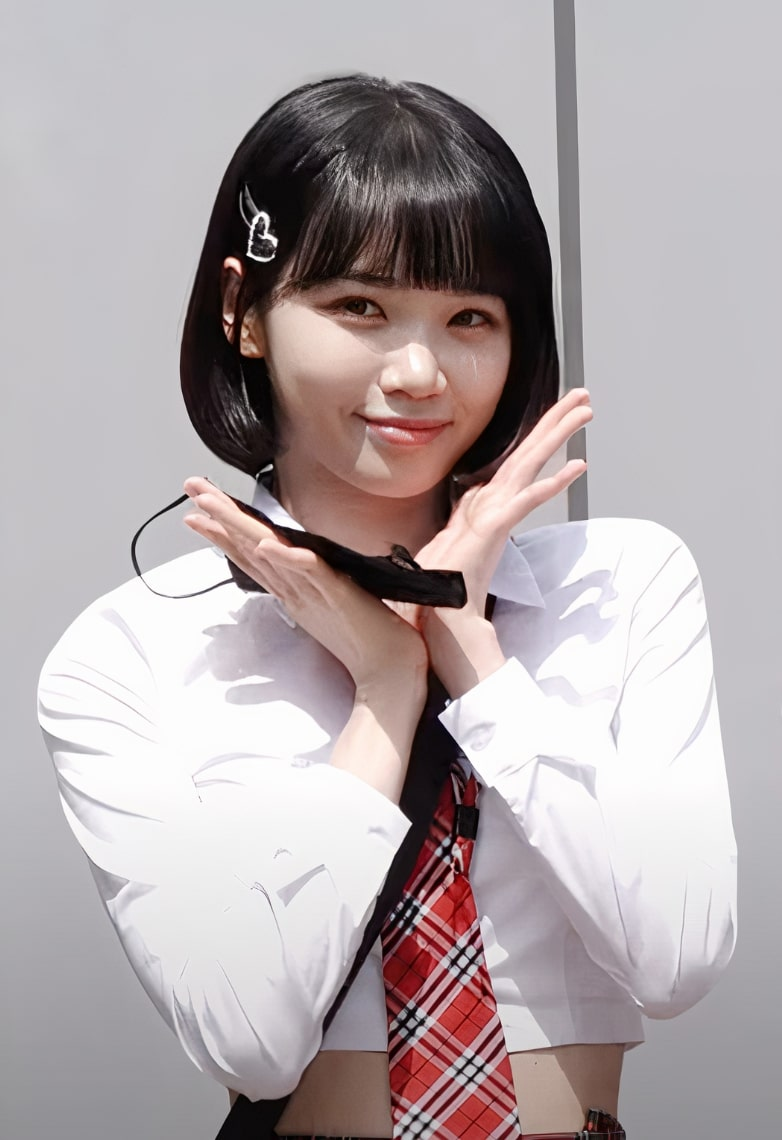
Kim Chae-won en 2022.

### 2018-2021:Produce 48y debut con Iz*One
En 2018, Kim participó en el programa de supervivencia Produce 48 de Mnet, en el que representó a Woollim Entertainment junto con Kwon Eun-bi y Su-yun y So-hee de Rocket Punch. Antes de unirse al programa, entrenó en la compañía por once meses. Terminó en el décimo lugar con 238 192 votos, por lo que debutó como integrante de Iz*One el 29 de octubre de 2018.
En marzo de 2021, Kim compitió en el programa King of Mask Singer bajo el nombre «Formosan Deer». El 13 y 14 de marzo, Iz*One realizó su último concierto «One, The Story» y el 29 de abril de 2021 el contrato del grupo terminó oficialmente.
Después de la disolución de Iz*One, Kim regresó a Woollim Entertainment. Participó con Kwon Eun-bi en algunas sesiones fotográficas para las revistas Esquire, Indeed Magazine y Singles Magazine. En mayo de 2021 creó su cuenta personal de Instagram.

### 2022-presente: Debut con Le Sserafim
El 14 de marzo de 2022, Source Music anunció que tanto Kim Chae-won como Sakura Miyawaki —ambas exintegrantes de Iz*One— habían firmado contratos exclusivos con la compañía y debutarían en mayo como miembros de Le Sserafim. El 7 de abril se reveló que era la cuarta integrante y líder del grupo.

## Discografía

### Composiciones
| Título         | Año  | Artista     | Álbum               | Notas                       |
| -------------- | ---- | ----------- | ------------------- | --------------------------- |
| «With*One»     | 2020 | Iz*One      | Oneiric Diary       | Como letrista               |
| «Pretty»       | 2020 | Iz*One      | Oneiric Diary       | Como letrista               |
| «Slow Journey» | 2020 | Iz*One      | One-reeler / Act IV | Como letrista y compositora |
| «Blue Flame»   | 2022 | Le Sserafim | Fearless            | Como letrista               |

## Filmografía

### Películas
| Año  | Título                | Rol        | Notas                 | Ref.   |
| ---- | --------------------- | ---------- | --------------------- | ------ |
| 2020 | Eyes On Me: The Movie | Ella misma | Película de concierto | [ 14 ] |